# Scott Michael Campbell
Scott Michael Campbell (Missoula, 14 augustus 1971) is een Amerikaans acteur, filmproducent, filmregisseur en scenarioschrijver.

## Filmografie

### Films
Selectie:
- 2024 Riff Raff – als 'Old Mainer'
- 2013 A Good Day to Die Hard – als Campbell
- 2009 Push – als agent Holden
- 2007 Pandemic – als Rick Foxhoven
- 2006 A Guide to Recognizing Your Saints – als Nerf
- 2005 Brokeback Mountain – als Monroe
- 2004 Flight of the Phoenix – als Jamess Liddle
- 2002 Hart's War – als Joe S. Cromin
- 1998 Bulworth – als Head Valet
- 1997 Flubber – als Dale Jepner
- 1996 Project ALF – als Harold Reese

### Televisieseries
Selectie:
- 2021-2022 For All Mankind - als Alex Rossi - 6 afl.
- 2022 Under the Banner of Heaven - als Brigham Young - 5 afl.
- 2016-2021 Shameless - als Brad - 38 afl.
- 2015-2018 Suits - als Sam Walker - 5 afl.
- 2018 Unsolved - als agent Tim 'Blondie' Brennan - 5 afl.
- 2014-2017 Longmire - als dr. Weston - 8 afl.
- 2015 Wayward Pines - als Wayne Johnson - 3 afl.
- 2012 Ro – als Edwin – 2 afl.
- 2010 The Event – als Justin Murphy – 5 afl.
- 2006 House – als Joe Luria – 2 afl.
- 1997-1998 Nothing Sacred – als pastoor Eric – 20 afl.
- 1996 ER – als ambulancemedewerker Riley Brown – 7 afl.
- 1994-1995 Christy – als Lundy Taylor – 4 afl.

### Filmproducent
- 2011 Tomorrow's End – film
- 2011 Shooting for Something Else – korte film
- 2011 Shooting for Tomorrow – korte film
- 2010 The Riverside Shuffle – korte film
- 2009 Waiting for Jevetta – korte film

### Filmregisseur
- 2011 Tomorrow's End – film
- 2011 Shooting for Something Else – korte film
- 2011 Shooting for Tomorrow – korte film
- 2009 Waiting for Jevetta – korte film

### Scenarioschrijver
- 2015 The B-List - televisieserie
- 2011 Tomorrow's End – film
- 2011 Cornered – film
- 2011 The Crying Dead – film
- 2011 Shooting for Something Else – korte film
- 2011 Shooting for Tomorrow – korte film

- International Standard Name Identifier: 0000 0003 8590 7199
- Library of Congress Control Number: no2008059637
- MusicBrainz: 5c5a6169-2206-4d6d-818c-1b87a142c3bb
- Virtual International Authority File: 49036203
- WorldCat: E39PBJwHm9jRTJ6GPwKm6Kg7pP